# Cassolus fukiensis
Cassolus fukiensis là một loài bọ cánh cứng trong họ Bọ hung (Scarabaeidae).